# Гарольд Воллес
Гарольд Амед Воллес Макдональд (ісп. Harold Amed Wallace McDonald; нар. 7 вересня 1975, Ередія) — колишній коста-риканський футболіст, захисник.

## Клубна кар'єра
Більшу частину своєї кар'єри Гарольд Воллес провів у клубі «Алахуеленсе». Також захисник виступав на батьківщині за «Сапріссу» і «Мунісіпал Ліберію». Крім цього, захисник деякий час грав у першості Мексики.

## Міжнародна кар'єра
Гарольд Воллес почав потрапляти у збірну Коста-Рики після молодіжного чемпіонату світу 1995 року в Катарі, на якому Воллнс вдало відіграв за молодіжну збірну. У складі «тікос» захисник брав участь на двох першостях планети 2002 і 2006 років.
Всього за збірну Коста-Рики Гарольд провів 101 гру і забив 1 гол. Востаннє він вийшов на поле в складі національної команди у 2009 році. Через рік він завершив свою кар'єру.

## Досягнення

### Національні
- Чемпіон Коста-Рики (7): 1993/94, 1995/96, 1996/97, 1999/00, 2000/01, 2001/02, 2004/05
- Переможець Ліги чемпіонів КОНКАКАФ (1): 2004

### Міжнародні
- Переможець Ігор Центральної Америки та Карибського басейну: 1993
- Переможець Кубка центральноамериканських націй: 1997, 2003, 2007
- Срібний призер Золотого кубка КОНКАКАФ: 2002